# Cascata delle Ninfe
La cascata delle Ninfe fa parte di una serie di cascate del torrente Scerto, tra cui anche la cascata delle Tre Cannelle, che si collocano all'interno del Parco Nazionale d'Abruzzo, Lazio e Molise, nella Riserva naturale integrale della Camosciara, tra i territori comunali di Civitella Alfedena e Pescasseroli (AQ). 
La cascata risulta profondamente incassata tra le rocce a causa delle acque del torrente Scerto, che hanno un leggero grado di acidità, e che scorrono su un letto di rocce dolomitiche.